# Alai

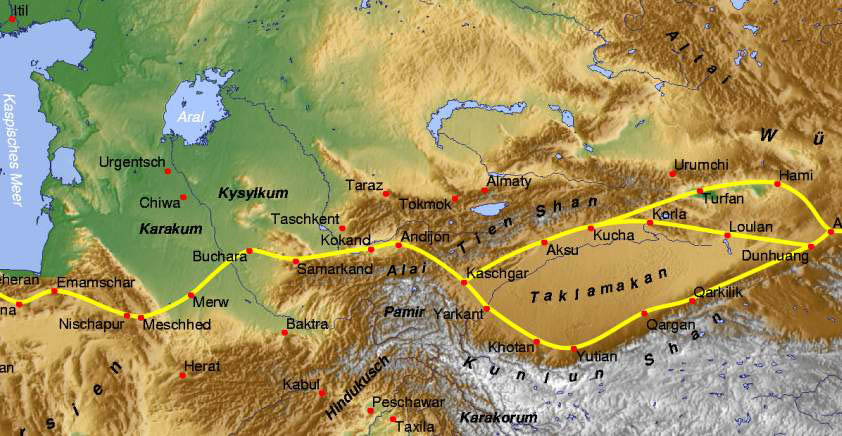
Ásia Central e Rota da Seda. Os montes Alai estão no centro da imagem.

Alai é uma cordilheira que se estende desde a cordilheira de Tian Shan no oeste do Quirguistão até ao Tajiquistão. Não deve confundir-se com o Maciço de Altai.
A cordilheira continua aproximadamente para leste e oeste. A vertente sul da cordilheira faz parte da bacia do rio Vakhsh, afluente do rio Amu Dária. Os rios que vertem para norte da cordilheira são afluentes do rio Sir Dária, e acabam no Vale de Fergana a norte da cordilheira.